# سلمندر
ذوات الذيل أو السلمندر أو السمندل والجمع منها السمادل (الاسم العلمي: Urodela). هو الاسم الشائع لأكثر من 550 فصيلة حية من البرمائيات المذنبة. عادة ما يكسبه جسمه الرفيع وأنفه القصير وذيله الطويل مظهراً أشبه بالسحالي. له أربعة أرجل، أطراف أمامية وخلفية متساوية في الطول، وذيل طويل. وعادة ما يكون لحيوان السمندر أربعة أصابع في الأرجل الأمامية وخمسة في الأرجل الخلفية ويجبره جلده الرطب على العيش في المياه أو على مقربة منها أو في الأراضي الرطبة. تعيش بعض فصائل السمندر في المياه طوال حياتها وبعضها ينتقل للمياه بشكل متقطع والبعض الآخر يكون بري تماما عند البلوغ. يتميز السمندر عن الفقاريات بإمكانية إعادة إنتاج الاوصال أو بعض أجزاء الجسد الأخرى عند فقدانها. ويعرف العديد من أعضاء عائلة السمندر بسمندل أو سمندر الماء
الحفريات الأقدم المعروفة من السمندر وجدت في الطبقات الرسوبية في الصين وكازخستان ويرجع تاريخها إلى العصر الجوراسي الأوسط والذي ساد منذ أكثر من 164 مليون عام مضت.

## الوصف

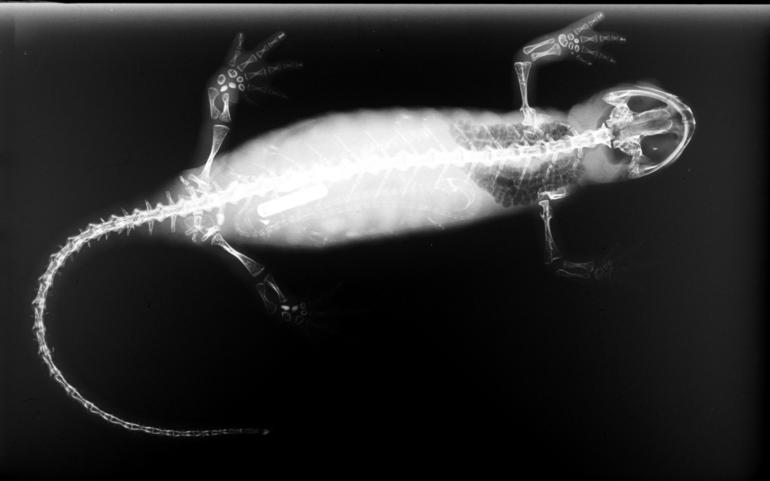
صورة للسلمندر بالأشعة السينية

يفتقر جلد السلمندر للحراشف وهو رطب وناعم الملمس، باستثناء السمندر المائي التي تنتمي لفصيلة السمندرية، إذ قد يكون جلده مخملي الملمس أو ثؤلولي ورطب في ذات الوقت. يكون جلد السلمندر إما باهتاً أو ملوناً بألوان زاهية، وتظهر عليه أنماط مختلفة من البقع والتخطيط أو النقاط. يصبح جلد الذكر ملوناً بشكل كبير خلال موسم التكاثر. تفتقر الأنواع التي تعيش في الكهوف، أي التي تعيش في الظلام، إلى التصبّغ ولها مظهر وردي أو ذو بريقٍ لؤلؤي.
يختلف حجم السلمندر من نوعٍ لآخر، فطول السلمندر الدقيق حوالي 2.7 سم بما في ذلك الذيل، في حين أن طول السلمندر الصيني العملاق يصل إلى حوالي 1.8 متراً ويزن حوالي 65 كغم. إلا أن أطوال معظمها تتراوح بين 10سم و20سم.

### الجسم والأطراف والذيل
يشبه السلمندر البالغ السحلية الصغيرة، فهو ذو جسم أساسي رباعي الأطراف وجذع أسطواني وأربعة أطراف وذيل طويل. ثمة مناطق منخفضة عمودياً في جلد الرأس والجسم والذيل وتمتد من المنطقة الظهرية الوسطى حتى المنطقة البطنية وتعرف بالقفص الصدري. يبدو أو وظيفة هذه الانخفاضات الحفاظ على رطوبة الجلد عن طريق توجيه المياه على سطح الجسم.

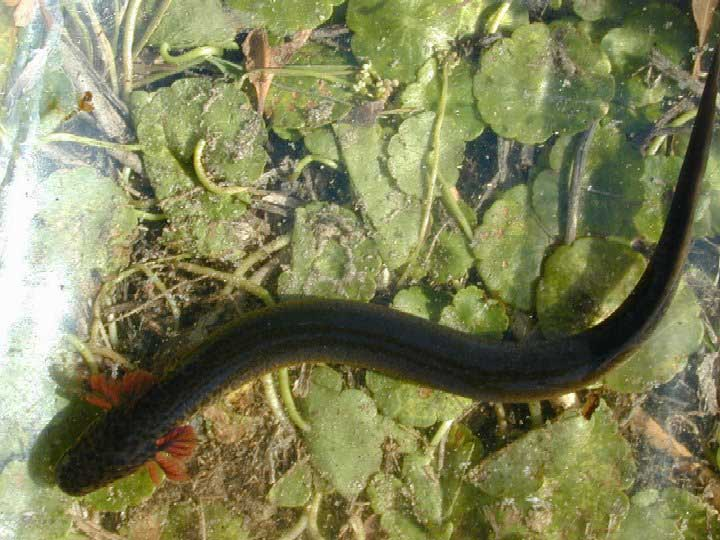
سمندر سيرين له مظهر يشبه ثعبان البحر.

لبعض الأنواع المائية كالصفاريات والأمفيوما أطراف خلفية صغيرة جداً أو مغيّبة، ما يعطيها مظهراً يشبه الأنقليس، لكن في معظم الأنواع، تكون الأطراف الأمامية والخلفية بنفس الطول وتبرز نحو الجوانب خارجياً، بالكاد يرفع السلمندر جذعه عن الأرض. الأقدام عريضة ذات أصابع قصيرة، إذ يوجد عادةً أربع أصابع في الأقدام الأمامية وخمسة في الأقدام الخلفية. ليس للسلمندر مخالب، ويختلف شكل القدم حسب المؤئل. فأنواع السلمندر المتسلقة لها أصابع طويلة ممدودة، في حين أن الأنواع التي تسكن الصخور تكون بأقدام كبيرة وأصابع صغيرة حادة. للسلمندر متسلق الأشجار (Bolitoglossa) أرجل تشبه الصفيحة تلتصق بالأسطح الملساء عن طريق الشفط وتستخدم ذيولها كطرفٍ إضافية. عندما تتسلق، يدعم الذيل الجزء الخلفي من الجسم، في حين تتحرك إحدى القدمين الخلفيتين للإمام ثم تتأرجح إلى الجانب الآخر لتوفير الدعم مع تقديم القدم الخلفية الأخرى. .
في السلمندر اليرقاني والسلمندر المائي، أصبح الذيل مسطحاً بشكل جانبي، وظهرت لها زعانف ظهرية وبطينية، تتموج من جانب إلى آخر لدفع الحيوان عبر الماء. في عائلة سلمندر الخلد والفصيلة السمندرية، يستخدم ذيل الذكر، وهو أكبر من ذيل الأنثى، خلال عملية التزاوج التراكبي لدفع الزوجين للتزاوج في مكانٍ منعزل. أما في أنواع السلمندر الأرضية، يتحرك الذيك لموازنة ثقل الحيوان عندما يركض. يملك السلمندر الشجري والأنواع المتسلقة الأخرى ذيلاً قابضاً. أما في أنواع السلمندر عديم الرئة التي تستطيع القفز، فيستخدم الذيل للمساعدة على دفع الحيوان نفسه في الهواء. يستخدم الذيل في المغازلة وكأداة تخزين للبروتينات والدهون. وتعمل أيضاً كوسيلة دفاع ضد المفترسات، إذ تجلد المفترس بقوة أو ينشطر ذاتياً عند القبض عليه. والسلمندر البالغ على عكس الضفادع، قادرٌ على تجديد الأطراف والذيل عند فقدانها.

## التغذية والغذاء
السلمندر حيوان مفترس انتهازي. فطعامها لا يقتصر على أطعمة محددة، لكنها قد تتغذى على أي كائن حيّ بحجمٍ معقول. الأنواع الكبيرة مثل السلمندر العملاق الياباني تأكل السلطعون والأسماك والثدييات الصغيرة والبرمائيات والحشرات المائية. بدراسة السلمندر الداكن المستوطن في جبال الأبالاش، وجد أن غذاءها يتضمن ديدان الأرض والخنافس وذوات الجناحين ويرقات الخنفساء، وقافزات الذيل والعثّ والعناكب والجنادب والسوس. كما قد تلجأ لأكل المثيل أحياناً، خاصة عندما تكون الموارد الغذائية محدودة. أما السلمندر الأسود البالغ فيفترس أنواع السلمندر الأخرى البالغة والصغيرة وتفترس اليرقانات الكبيرة تلك الصغيرة منها.

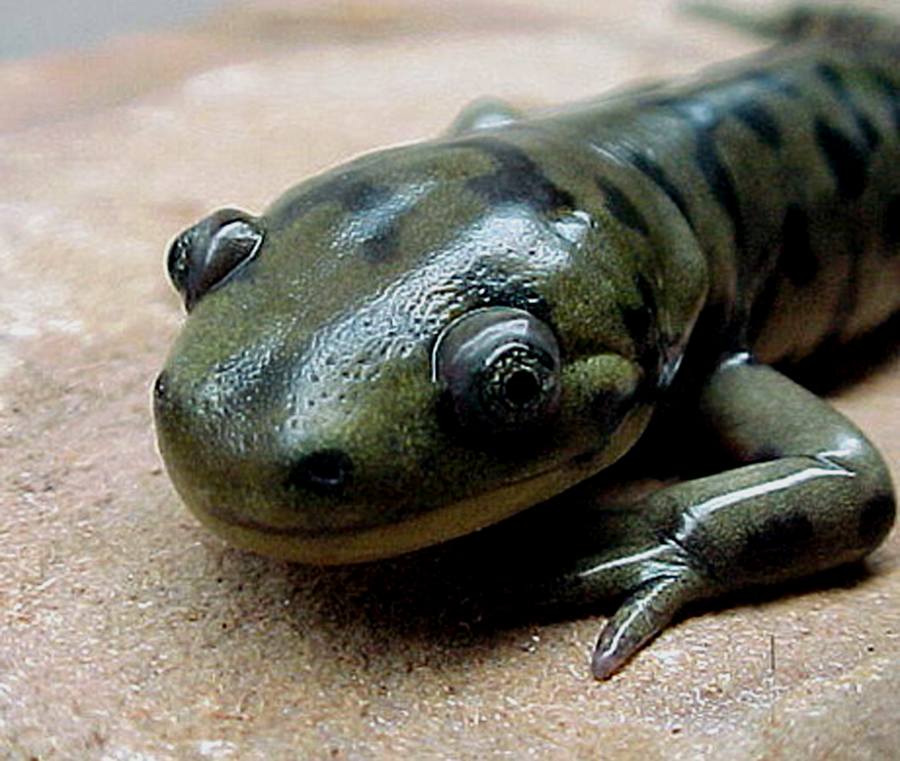
رأس السلمندر النمر

لمعظم أنواع السلمندر أسنان صغيرة في فكيها العلوي والسفلي. حتى يرقاناتها تمتلك هذه الأسنان، على عكس الضفادع. على الرغم من أن أسنان اليرقانات تتشكل كالمخاريط المدبّبة، إلا أن أسنان السلمندر البالغ تتكيف لتمكّنها من التقاط الفريسة بسهولة. يتصل تاج السن، الذي يحتوي على طرفين مستدقّين، بألياف من الكولاجين. يعتبر المفصل المتكوّن بين الأطراف المستدقة والعُنيقة مرناً جزئياً، إذ يمكنه الانحناء إلى الداخل وليس إلى الخارج. عندما تدخل الفريسة التي تكافح إلى فم السلمندر، فإن أطراف الأسنان تنحني في نفس الاتجاه، ما يدعم الحركة نحو الحلق ومقاومة محاولة الفريسة للإفلات. للعديد من أنواع السلمندر بقع سنّية تتصل بالعظم الحاجزي والعظم الحنكي في سقف الفم، وهذه تساعد على الحفاظ على الفريسة. يتم ارتشاف كافة أنواع الأسنان واستبدالها على فترات طوال حياة السلمندر.
يمسك السلمندر فريسته عن طريق نفض لسانه اللزج إلى خارج الفم باتجاه الفريسة بحركة تستغرق أقل من نصف ثانية. في بعض الأنواع، يرتبط اللسان بقعر الفم من الأمام، في حين أن اللسان لدى أنواع أخرى ثابت على عُنيقة. يصبح لسان السلمندر لزجاً بفعل الإفرازات المخاطية من الغدد التي تتواجد على أطراف اللسان وسقف الفم. يظهر التصوير السينمائي عالي السرعة كيف يموضع السلمندر النمر نفسه بالقرب من فريسته. بعد ذلك يتقلص فمه على نطاقٍ واسعٍ، ويبقى الفكّ السفلي ثابتاً، وينتفخ اللسان ويتغير شكله عندما يطلقه إلى الأمام. لدى العديد من أنواع السلمندر عديمة الرئة نظام تغذية أكثر تفصيلاً؛ حيث تتقلص العضلات المحيطة بالعظم اللامي لتخزين طاقة مرنة في النسيج الضام النابض، ثم تطلق العظم اللامي خارج الفم ما سبب إطالةً للسان. تستخدم العضلات التي تنشأ من منطقة الحوض وتمتد إلى اللسان في لف اللسان والعظم اللامي لإرجاعها إلى مواقعها الأصلية.
يفتقر السمندل المائي إلى العضلات في اللسان، لذا فهو يلتقط فريسته بطريقة مختلفة تماماً. إذ
```
يلتقط الغذاء ويقبض عليه بالأسنان، ويطوّر نوعاً سحب الغذاء داخلياً. ويتضمن ذلك قذف رأس الفريسة وسحب الماء بسرعة من وإلى الفم وعضّ فكيها بشدة، ما يسبّب إنهاك وتمزيق الفريسة ومن ثمّ يبتلعها.
[
19
]
```

على الرغم من أنه يتغذى على الحيوانات بطيئة الحركة كالحلزون وروبيان والديدان، إلّا أن صفاريات طوّرت صفات فريدة عن أنواع السلمندر الأخرى باتّجاهها للتغذية على الحيوانات العاشبة كمنقاريات الفك. وهي تتغذى على الطحالب وغيرها من النباتات الطرية في البرية، وتتناول الخس بسهولة.

## الانتشار والموطن
انفصل مكان انتشار السلمندر عن باقي البرمائيات خلال وسط وأواخر العصر البرمي، وكان في بداية أعضائه تشبه الأعضاء الحديثة لدى السمندر البدائي. تشابه السلمندر مع السحالي يعود لتشاركهم مع نفس الجد في الخريطة التطورية، مما جعلهم يشتركون بجسم بدائي رباعي الأرجل. أقرب سلالة تشاركية مع الضفدع والعلجوم كانت بفرع الضفدعيات. وتم العثور على أقدم حفريات للسلمندر في الطبقات الرسوبية في مناطق في الصين وكازخستان، ويعود تاريخ هذه الأحافير إلى العصر الجوراسي الأوسط منذ حوالي 164 مليون عام.
ينتشر السلمندر بشكل حصري في مواطن القارة الشمالية والإقليم المداري الجديد، ولا يصل انتشاره إلى جنوب حوض البحر الأبيض المتوسط والهيمالايا وحوض الأمازون في قارة اميركا الجنوبية. وفي المنطقة القطبية الشمالية لا يمكن للسلمندر التمدد شمال خط الشجر، ومن الأنواع التي تعيش في أقصى شمال العالم الأنواع الآسيوية، مثل السلمندر السيبيري الذي يعيش في غابات الأرز السيبيرية في جمهورية ياقوتيا والمناطق الشمالية في قارة أميركا الشمالية، وكذلك سلمندر البقع الزرقاء لا تصل إلى ما بعد شمال لابرادور، والنيوط خشن الجلد لا يتجاوز جنوب شرق آلاسكا. حسب القارات القديمة كان السلمندر ينتشر في قارة لوراسيا فقط، استمر ذلك حتى غزى سلمندر اللسان المشروم Bolitoglossa أميركا الجنوبية قادماً من أميركا الوسطى، ربما كان ذلك في بداية العصر الميوسيني المبكر، منذ حوالي 23 مليون سنة. كما عاشوا في جزر الكاريبي خلال حقبة العصر الميوسيني المبكر، والتي أكدها اكتشاف النوع Palaeoplethodon hispaniolae،‏ والتي وجدت محفوظة في العنبر في جمهورية الدومينيكان. ومع ذلك، تم العثور على أحافير السلمندر المحتملة في مواقع أسترالية منها ريفرسلي ومورغن.
يوجد على قيد الحياة حوالي 655 نوعاً مختلفاً من السلمندر، ثلث هذه الأنواع المعروفة توجد في قارة أميركا الشمالية. تم العثور على أعلى تركيز لهذه الزواحف في منطقة جبال الأبالاش، ويعتقد أن السلمندر عديم الرئة قد نشأ في الجداول الجبلية هناك. حيثُ أن وجود الغطاء النباتي وقربها من مصادر المياه تُشكل أهمية أكبر من ارتفاع المنطقة. والأنواع القادرة على التكيف أكثر مع الحياة البريّة هي الأكثر قدرة على الانتشار لمناطق أخرى. السلمندر الشحمي الشمالي (Plethodon glutinosus) ينتشر بشكل واسع ويسكن مناطق مشابهة لسلمندر الخدود البنية الجنوبي (Plethodon metcalfi). النوع الجنوبي هذا يتواجد في المناطق الرطبة والباردة قليلاً، وينتشر في الواجهة الشمالية لمنطقة كوف في جنوب جبال الأبالاش على ارتفاع يزيد عن 900 متر (3000 قدم)، أما السلمندر الشحمي الشمالي له قدرة أكبر على التكيّف، ويمكنه العيش في منطقة النوع الجنوبي، ولكن لأسباب مجهولة لا يمكن للنوعين التعايش معاً، مما يجعل تواجدهم في نفس المكان نادراً للغاية.
نوع واحد فقط هو سلمندر أندرسون من الأنواع القليلة جداً التي تعيش في المياه المالحة أو الماء المسوس.

## التكاثر والنمو

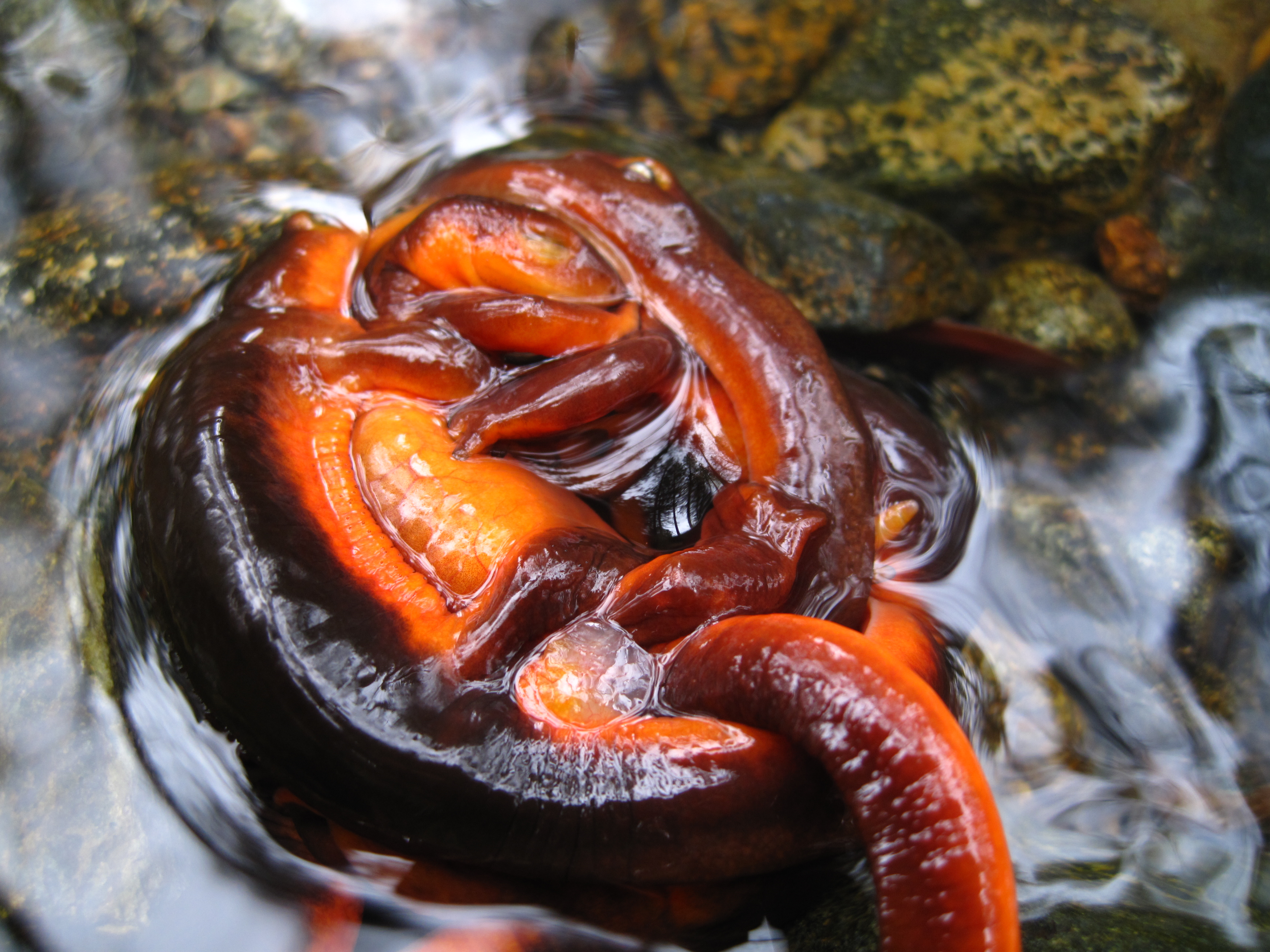
زوج من نوع سييرا نيوت يؤدي زواج تراكبي في تيار مائي في مقاطعة نيفادا في كاليفورنيا.

لا يُصدر السلمندر أي أصوات لأهداف جنسية، وفي كثير من الأحيان يبدو الجنسان متشابهين، ويستخدمان حاستي اللمس والشم لتحديد الشريك، ومن خلال هذه الحواس يحدث الاصطفاء الجنسي. تلعب الفيرمونات دوراً مهماً في العملية الجنسية والتي تفرزها الغدد البطنية عند الذكور بالإضافة للغدد المخفية والجلد عند كلا الجنسين. ثم يتحقق الشريكان من بعضهما من خلال الأنف. في السلمندر المائي في العالم القديم

## الصفات الجسمانية
للسمندر البالغ جسم اسطواني ذو أربعة أطراف وذيل طويل وبعض الأنواع أطرافها الخلفية ضامرة أو شبه ضامرة مما يعطيها مظهر أقرب للأنقليس. لمعظم أنواع السمندر أربعة اصابع لا مخلبية في الأطراف الخلفية وخمسة في الأطراف الأمامية. الجلد غير حرشوفي واللسان ذو ملمس رطب ناعم ماعدا السمندر المائي قد يكون جلده ذو نتوءات وجاف الملمس. ويكون الجلد باهت أو زاه اللون تغطيه الخطوط أو البقع. ويصبح ذكر السمندر المائي زاه اللون بشكل ملفت في موسم التزاوج. وينقص الأنواع الكهفية التي تعيش في المناطق المظلمة هذه الصبغات التي تكسب اللون ويكون جلدها قرمزي شبه شفاف.
يتنوع حجم السمندر من الأنواع الدقيقة التي يبلغ طولها 2.7 سينتيمتر إلى الأنواع الصينية الضخمة التي يصل طولها إلى 1.8 متر ووزنها إلى 65 كيلوجرام ولكن أغلب الأنواع يتراوح طولها ما بين 10 و 20 سم.

## علاقة النوع بالبيئة

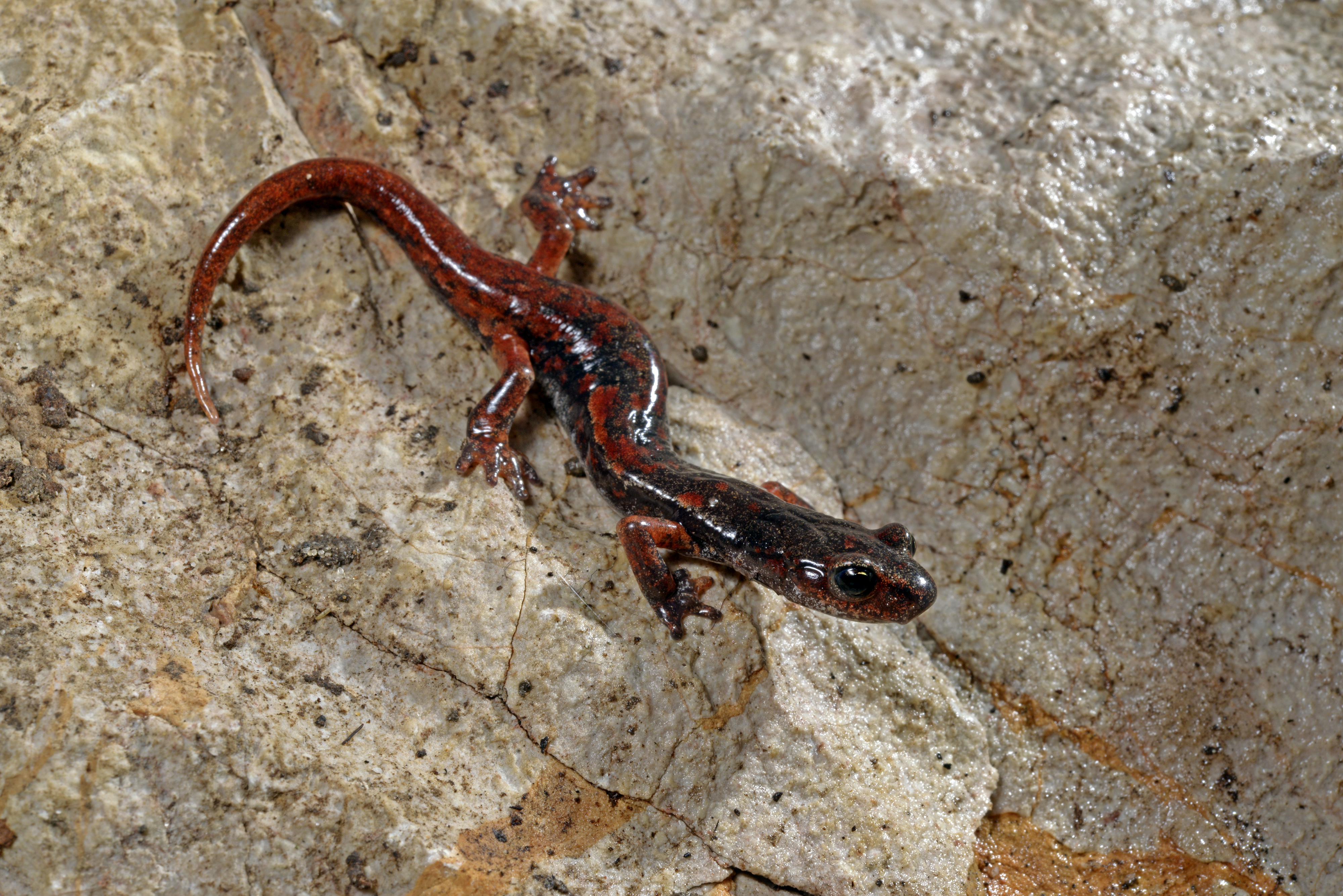
سمندر أحمر

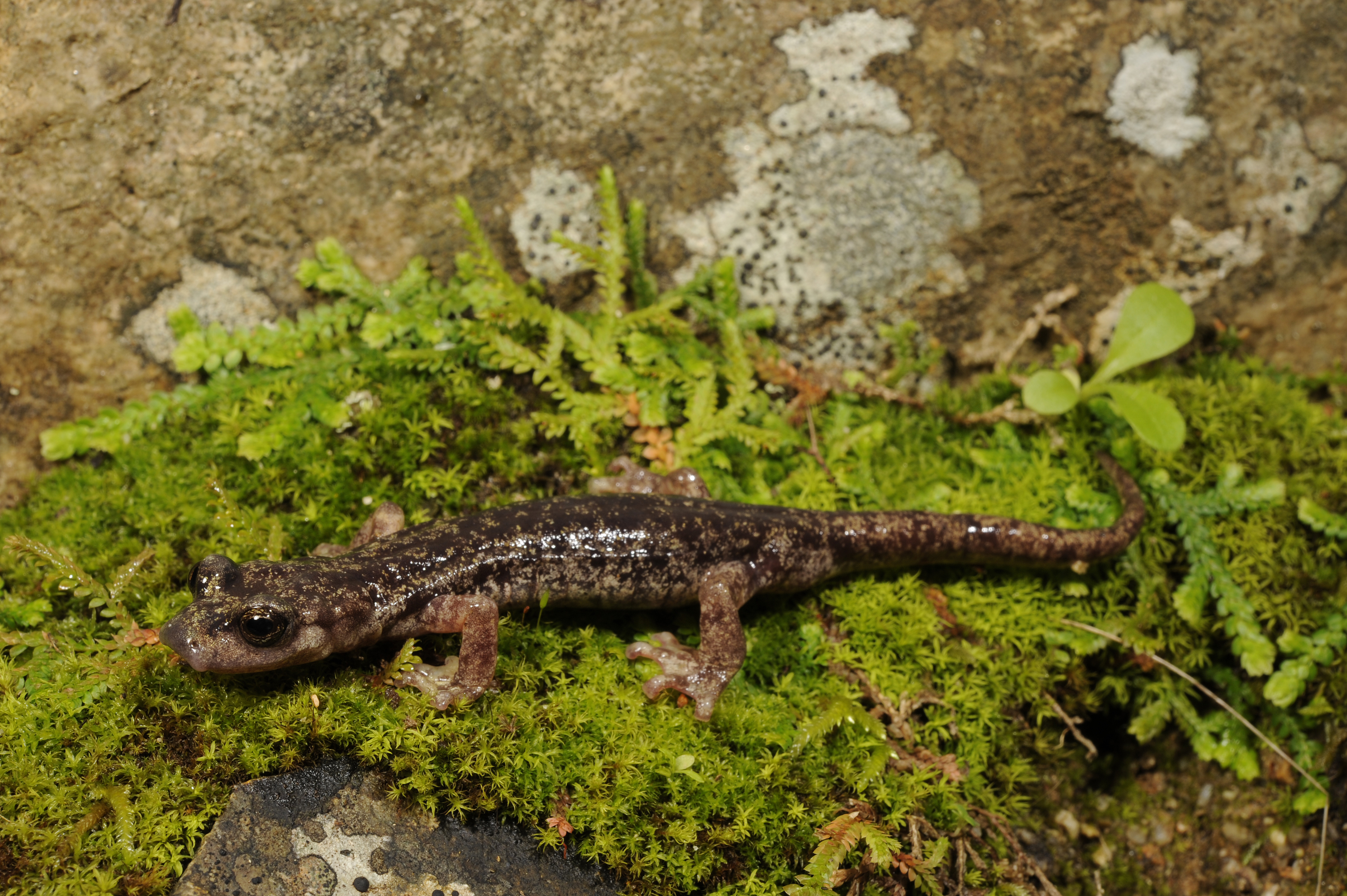
سمندر بني

يعيش السمندر في الأنهار والجداول في فتحات ضيقة ولا يصعد الا للتنفس.ويتنفس جزئيا عن طريق جلده مما يمكنه من البقاء طويلا في الماء.
معظم السمندرات تنمو وتبقى لتعيش في الماء وهي السمندرات المائية وتكون برمائية، وهذه السلمندرات تكون سامة.بعضها يكون غير سام ولون جلده يدل على ما إذا كان ساما ام غير سام.

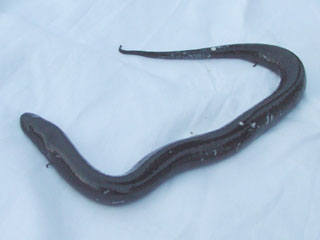
سمندر

## وظائف الأعضاء
تختلف أنواع السمندر في طريقة التنفس فالأنواع اللارئوية تتنفس عن طريق الخياشيم والتي تكون في أغلب الحالات خياشيم خارجية تُرى كالخصل على أحد جانبي الرأس على الرغم من أن البرمائيات لها خياشيم داخلية وشقوق خيشومية. بعض أنواع السمندر البري لها رئات تستخدمها في التنفس على الرغم من كونها بسيطة ولها مظهر كيسي بخلاف الأعضاء الأكثر تعقيدا الموجودة في الثدييات. ويوجد لكثير من الأنواع مثل «الاولم» عند بلوغها رئات بالإضافة للخياشيم.
و قد لا تحتوي أجسام بعض الأنواع البرية على رئات أو خياشيم لذلك تقوم بعملية تبادل غازي خلال الجلد حيث تتمدد المسام بحيث تعمل على امتصاص الأكسجين. وتستطيع الأنواع ذات الرئات أيضا بالتنفس بتلك الطريقة.
يفرز جلد السمندر مادة مخاطية تساعده علي البقاء رطبا في حالات التواجد في مناطق جافة كما تساعده علي الحفاظ على توازن الأملاح حين تواجده في المياه بالإضافة الي امداده بالشحوم خلال السباحة. كما يفرز السمندر سموما من الغدد الموجودة في الجلد كما أن لبعض الأنواع غدد اضافيه لافراز فيرومونات.
و يغير السمندر الطبقة الخارجية من جلده دوريا خلال مراحل نموه ثم يقوم بأكل هذه الطبقة.
السمندر الذي يعيش تحت الأرض بشكل دائم يكون ذو أعين ضامرة وقد تكون مغطاة بطبقة من الجلد. وتحتوي يرقات السمندر وبعض الأنواع المائية على نظام استشعار شبيه بالموجود في الأسماك والذي يساعدها على اكتشاف التغيرات في طغط الماء.
لا يوجد للسمندر أذن خارجية ولكنه فقط ذو أذن وسطى لاوظيفية.

## التغذية
يصطاد السمندر المائي فريسته بمد لسانه اللزج بسرعة ليلتصق بالفريسة ويجذبها للفم وبالتزامن مع حركة الفم قد يندفع السمندر للأمام ممسكا بالفريسة بفكيه محاوطا لها بالأسنان الصغيرة على حواف الفكين.
في السمندر اللارئوي تنقبض العضلات المحيطة بالعظم اللامي لإنتاج ضغط لإطلاق العظمة اللامية خارج الفم مع اللسان. تتكون حافة اللسان من مادة مخاطية تكون نهاية لزجة تلتصق بها الفريسة. وتقوم العضلات في منطقة الحوض لاعادة اللسان والعظمة اللامية لمكانها الطبيعي.
و مع ذلك فان الكثير من أنواع السمندر المائية ليس لها عضلات في اللسان فلا تستخدمه في اصطياد الفريسة في حين تمتلك معظم الأنواع الأخرى لسان متحرك ولكن بلا وجود للعظم اللامي. ولمعظم أنواع السمندر أسنان صغيرة في كلا الفكين.

## التكاثر
يتراوح عدد بيوضه التي تضعها الانثى ما بين 500 إلى 600 بيضه ويقوم الذكر بتخصيبها وحمايتها ل6 اسابيع.تفقس البيوض ويخرج الصغار ولها خياشم تضمر بمرور الوقت ويحل محلها الرئتان.يبلغ طولها سنتمترين ونصف وتصبح مثل والديها حتى بلوغها 3 سنوات.
تبقى في معظم الوقت تحت الماء ولاتخرج حتى تكبر.

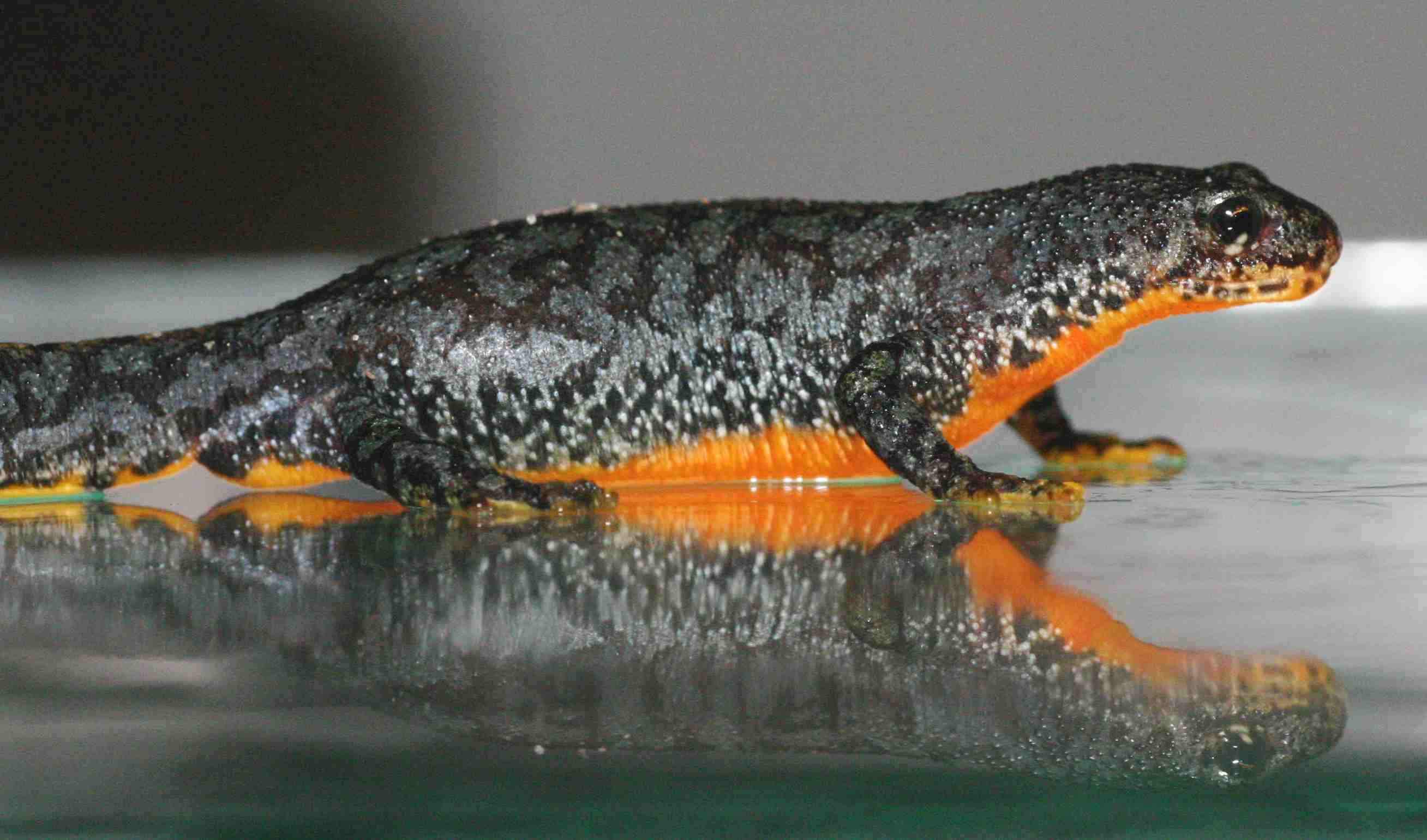
سمندر مائي

## أسلوب الدفاع عن النفس
تستخدم بعض أنواع السلمندر آلية تسمي ب انشطار ذاتي للهرب من مهاجميها حيث يسقط الذيل ويستمر في التحرك لبعض الوقت بينما يهرب السلمندر أو يظل ساكنا لكي لا تتم ملاحظته من جانب الفريسة. يعيد السلمندر بشكل روتيني إنتاج الأنسجة فعند فقدان جزء من أحد الأطراف فانه بغضون اسابيع قليلة يكون قد تم إصلاح الجزء المفقود. كما يمكن للسمندر إنتاج مادة بيضاء سامة سائلة للدفاع عن نفسه.

## تناقص الأعداد
أدى مرض فطري إلى تناقص في أعداد البرمائيات الحية مما أثر أيضا بشكل كبير على حيوان السمندر. وعلى الرغم من أن الباحثين لم يكتشفوا بعد ارتباطا مباشرا بين الفطريات وتناقص اعداد السمندر إلا أنهم يعتقدون انه قد لعب دور ما في ذلك. كما يعتبر الباحثون ازالة الغابات وتغير المناخ عوامل مساعدة على هذا التناقص العددي. ويقوم هذا الاعتقاد على أساس دراسة بدأت في جواتيمالا في السبعينيات من القرن الماضي وما زالت مستمرة حتى الآن ووجد أن أكثر الأنواع تأثرا هي أنواع لارئوية والتي وجدت بوفرة في السبعينيات.

## أساطير
نسجت العديد من الأساطير حول السمندر على مر القرون وارتبط الكثير منها بالنيران. ينبع هذا اللارتباط على الأرجح من ميل العديد من أنواع السمندر للسكن بداخل الاخشاب المتعفنة وعند اشتعال الحرائق يحاول السمندر الهرب مضفيا اعتقاد أن السمندر تكون من اللهب وهذا الاعتقاد هو ما أكسب السمندر هذا الاسم.
فكرة ارتباط السمندر بالنار تتضح في كتابات أرسطو، بلينيوس الأكبر، التلمود، راي برادبري، باراسيلسوس، دافيد وبر، ليوناردو دا فينشي وجان جاك روسو.

## تطبيق إعادة إنتاج الأطراف المفقودة على الإنسان
قدرة السمندر على إعادة إنتاج أطرافه كانت ولازلت محط اهتمام بالغ من العلماء، تتردد في اللأوساط العلمية نظرية تفترض ان هذه الخاصية يمكن تخليقها صناعيا في الإنسان باستخدام الخلايا الجذعية.